# Mokošín
Mokošín är en ort i Tjeckien.   Den ligger i regionen Pardubice, i den centrala delen av landet, 80 km öster om huvudstaden Prag. Mokošín ligger 258 meter över havet och antalet invånare är 171.
Terrängen runt Mokošín är platt, och sluttar norrut.Runt Mokošín är det ganska tätbefolkat, med 155 invånare per kvadratkilometer. Närmaste större samhälle är Pardubice, 14,9 km öster om Mokošín. Omgivningarna runt Mokošín är en mosaik av jordbruksmark och naturlig växtlighet.